# 中葡聯合聲明
《中華人民共和國政府和葡萄牙共和國政府關於澳門問題的聯合聲明》，簡稱《中葡聯合聲明》，是中華人民共和國（簡稱中國）與葡萄牙共和國（簡稱葡萄牙）就澳門問題共同發表的一份聲明，於1987年4月13日由中國國務院總理趙紫陽與葡萄牙總理施華高在中國北京簽訂。中葡兩國政府在1988年1月15日互相交換批准書，《中葡聯合聲明》正式生效。
這份聲明指出，澳門地區（包括澳門半島、氹仔島和路環島）是中國領土，葡萄牙於1999年12月20日把政權交接給中國，中華人民共和國政府於同日恢復對澳門行使主權。聲明也列出了中國對澳門的基本方針。在「一國兩制」的原則下，中國會確保其社會主義制度不會在澳門特別行政區實行，維持澳門的資本主義制度和生活方式「五十年不變」。這些基本政策，後來都由《澳門特別行政區基本法》加以規定。

## 外部連結
- 《中葡聯合聲明》原文 （页面存档备份，存于）（中、葡、英語）